# Barrack Young Controllers FC
El Barrack Young Controllers Football Club fue un equipo de fútbol de Liberia que jugó en la Premier League de Liberia, la liga de fútbol más importante del país.

## Historia
Fue fundado en el año 1997 en la capital Monrovia, aunque sus mejores años han sido en el nuevo milenio, ya que todos sus títulos han llegado en este periodo. Ha sido campeón de liga en cuatro ocasiones, ha ganado cuatro títulos de copa y dos supercopas, siendo uno de los equipos más dominantes desde el 2005. El equipo desaparecío antes de iniciar la temporada 2019/20, siendo reemplazado por el Mighty Barrolle.
A nivel internacional participó en 5 torneos continentales, donde su mejor participación fue en la Copa Confederación de la CAF 2017, en la cual fueron eliminados en ronda de playoff por el Supersport United FC de Sudáfrica.
Tiene como curiosidad que su equipo filial participó e nivel internacional antes que el primer equipo, participando en la Copa Confederación de la CAF 2013.

## Palmarés
- Premier League de Liberia: 4

2013, 2014, 2016, 2018
- Copa de Liberia: 3

2009, 2013, 2018
- Supercopa de Liberia: 4

2010, 2013, 2014, 2019

## Participación en competiciones de la CAF
| Temporada | Torneo                       | Ronda      | Club                 | Casa | Visita | Global      |
| --------- | ---------------------------- | ---------- | -------------------- | ---- | ------ | ----------- |
| 2014      | Liga de Campeones de la CAF  | Preliminar | Asante Kotoko FC     | 1-0  | 1-2    | 2-2 (a)     |
| 2014      | Liga de Campeones de la CAF  | 1          | Séwé Sports          | 3-3  | 0-1    | 3-4         |
| 2015      | Liga de Campeones de la CAF  | Preliminar | Real de Banjul       | 0-1  | 1-1    | 1-2         |
| 2017      | Liga de Campeones de la CAF  | Preliminar | Stade Malien         | 1-0  | 0-1    | 1-1 (7-6 p) |
| 2017      | Liga de Campeones de la CAF  | 1          | Ferroviário da Beira | 2-0  | 0-2    | 2-2 (1-4 p) |
| 2017      | Copa Confederación de la CAF | Play-Off   | Supersport United FC | 1-1  | 0-5    | 1-6         |
| 2018/19   | Liga de Campeones de la CAF  | Preliminar | Horoya AC            | 0-1  | 0-1    | 0-2         |